# Deraeocoris punctum
Deraeocoris punctum ist eine Wanzenart aus der Familie der Weichwanzen (Miridae).

## Merkmale
Die Wanzen werden 5,5 bis 6,2 Millimeter lang. Der Kopf und die Basis des Halsschilds sind schwarz. Der restliche Halsschild sowie das Scutellum (Schildchen) und die Hemielytren sind überwiegend orange gefärbt. Auf dem Schildchen befindet sich mittig am Basisrand meist ein schwarzer dreiecksförmiger Fleck. Am Übergang zur Membran befindet sich auf dem Corium ein charakteristischer schwarzer Fleck. Die Cuneus-Spitzen sind ebenfalls schwarz. Die Membran ist dunkelgrau bis schwarz gefärbt. Das zweite Fühlerglied ist zum apikalen Ende hin verdickt. Die schwarzen Tibien weisen zwei breite weiße Ringe auf.

## Vorkommen
Deraeocoris punctum kommt im westlichen Mittelmeerraum vor. Das Verbreitungsgebiet reicht von der Iberischen Halbinsel über Südfrankreich und Italien bis nach Montenegro. Außerdem ist die Art auf Madeira vertreten.

## Lebensweise
Die zoophagen Wanzen, sowohl die Imagines als auch die Nymphen, ernähren sich räuberisch. Zu ihren Beutetieren gehören insbesondere Blattläuse, Blattflöhe, Milben und Fransenflügler. Man beobachtet die Wanzen von Mai bis August. Die Wanzen findet man häufig an Ringdisteln (Carduus). Die Art Deraeocoris punctum ist ein Eiüberwinterer.